# Guillermo Billinghurst
Guillermo Enrique Billinghurst Angulo (Arica, 27 de julio de 1851-Iquique, 28 de junio de 1915) fue un político, empresario, escritor y periodista peruano. Fue presidente del Perú y gobernó de 1912 a 1914. 
Empresario salitrero, amigo de Nicolás de Piérola y miembro connotado de su partido, el Demócrata, fungió como ministro plenipotenciario en Chile, donde firmó el Protocolo Billinghurst-Latorre (1898) para la realización del plebiscito de Tacna y Arica, lo que no se puso en práctica. Entre 1909 y 1910 fue alcalde de Lima, realizando una vasta labor edilicia y a favor de la clase obrera. Participó como candidato presidencial en 1912, obteniendo una rápida y arrolladora popularidad, a tal punto que cuestionó las mismas elecciones, exigiendo al Congreso de la República a que las anulara, aduciendo una serie de vicios. Los parlamentarios aceptaron tal imposición y acto seguido lo eligieron presidente. 
Durante su mandato, propuso una legislación social moderna, lo que le ganó la oposición de los conservadores, y tuvo una pugna tenaz con el Congreso, dominado por los civilistas y leguiístas, sus enemigos políticos. Se propuso entonces disolver el Congreso y convocar al pueblo para realizar reformas constitucionales fundamentales, lo que motivó que los parlamentarios opositores acordaran vacarlo por incapacidad moral, al mismo tiempo que buscaban el apoyo de los militares. Enterado Billinghurst de este complot, reprimió a la oposición e intentó formar milicias populares armadas, lo que provocó el levantamiento militar del coronel Óscar R. Benavides, en defensa del Congreso. Billinghurst fue obligado a dimitir y enviado al exilio. Poco después falleció en Iquique.

## Nacimiento y juventud
Nació en Arica, entonces todavía parte del Perú. Su padre fue el argentino Guillermo Eugenio Billinghurst Agrelo, hijo del británico William Robert Billinghurst y de la argentina Francisca Agrelo y Moreyra. Su madre fue Belisaria Angulo Tudela. Su abuelo fue el patriota inglés Roberto Billinghurst, a quien el Gobierno de las Provincias Unidas del Río de la Plata dio la primera ciudadanía argentina por sus servicios a la independencia, y cuyo nombre lleva actualmente una calle de Buenos Aires. Su tío era Mariano Billinghurst. El pueblo de origen de la familia es el actual Billinghurst, parroquia del Sussex Occidental, en Inglaterra.
Sus primeros estudios los realizó en su ciudad natal, pasando luego Valparaíso, donde estudió en el colegio inglés de Goldfinch y Blühm. Se trasladó a Buenos Aires para seguir ingeniería, pero al fallecer ahogado su padre durante el maremoto de Arica de 1868,  tuvo que retornar para hacerse cargo de los negocios salitreros de su familia. Fue amigo de Alfonso Ugarte y se hizo partidario de Nicolás de Piérola desde sus inicios en la política; por ello acompañó a dicho caudillo en sus tres intentonas golpistas: primero, en la expedición del Talismán de 1874; luego en la revuelta de Moquegua que culminó con la derrota en Yacango en 1876, y finalmente en la sublevación del Huáscar de 1877, que culminó en el episodio heroico del combate de Pacocha contra los buques de la escuadra británica. En 1878 fue elegido diputado por Tarapacá.

Iniciado el gobierno presidencial de Piérola en plena Guerra del Pacífico fue nombrado coronel del Ejército de Reserva y luego jefe de Estado mayor del Ejército del Norte. Hizo una arriesgada visita al interior de Bolivia para estudiar la posibilidad de una ofensiva sobre el territorio chileno, que consideró practicable. Participó en la defensa de Lima, batiéndose con valor en el Morro Solar, el 13 de enero de 1881, y causando tantas bajas en el Ejército de Chile, que  impresionó a los mismos chilenos, al punto que los invasores le perdonaron la vida. Herido levemente en batalla fue tomado prisionero, siendo trasladado a Chile.
Finalizada la guerra, fungió como cónsul del Perú en Iquique. Hacia 1887 inició un pleito a la casa Campbel Outram, del que había sido socio su padre muerto en 1868, cuyos derechos hasta entonces no se habían reclamado. El asunto llegó hasta los tribunales de Santiago de Chile y fue objeto de una transacción en 1889. Cada uno de los tres hermanos Billinghurst, Guillermo, Roberto y Celia recibió unas veinte mil libras esterlinas. Más tarde Guillermo heredó a sus dos hermanos. Todo ello, junto con el producto de la venta de las aguas de Pica a la compañía del agua potable de Iquique y las acciones de varias salitreras, entre otros negocios, le dieron una buena posición económica.
Militó también en el periodismo, tanto como redactor como editor. Cooperó en 1882 en la fundación del diario de Iquique La Industria que redactó el escritor colombiano Justiniano de Zubiría. En 1888 fue fundador y director del Ateneo del mismo puerto.

## Miembro del Partido Demócrata

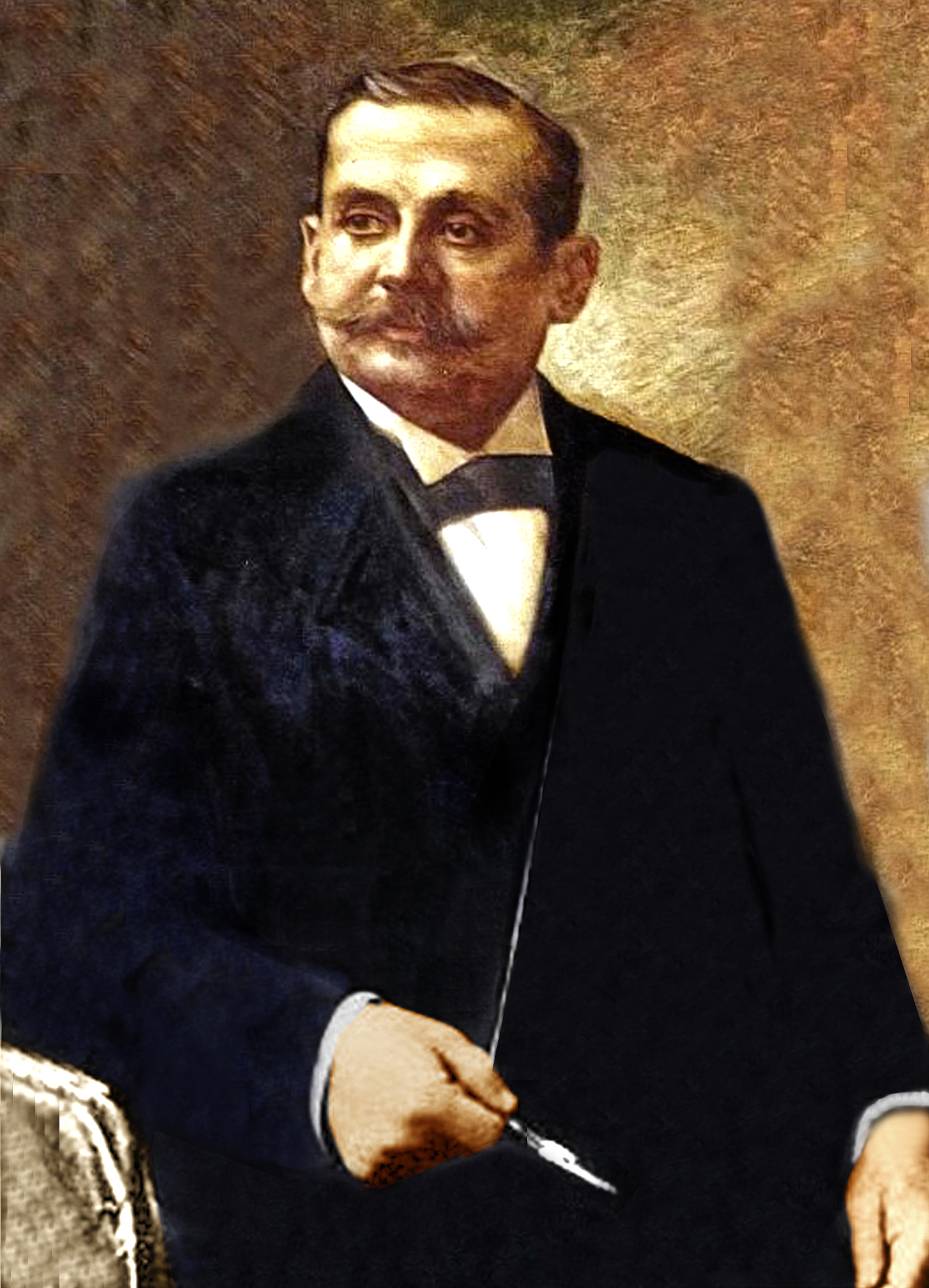
Retrato de Guillermo Billinghurst

Billinghurst fue miembro conspicuo del Partido Demócrata que fundó Piérola en 1884 y a quien ayudó económicamente en su revolución contra el gobierno del general Andrés Avelino Cáceres, entre 1894 y 1895. Los triunfadores (los demócratas, aliados con los civilistas) fueron después considerados arquitectos de una inesperada estabilidad política y económica surgida en el país desde 1895, tras una sangrienta guerra civil, pero a la vez pusieron en marcha cambios sociales profundos.
Billinghurst fue elegido primer vicepresidente del gobierno constitucional de Piérola (1895-1899), así como senador por Tacna en 1895, y presidente de su cámara en 1896. Ese mismo año, presentó un proyecto de ley ante el Senado para legalizar el matrimonio en Perú a los cristianos no católicos, debido a que hasta ese entonces solo era reconocido el matrimonio católico como única unión conyugal válida, sentando así el primer precedente legal al matrimonio civil en el país.
Nombrado ministro plenipotenciario ante Chile, hizo varios intentos de resolver el conflicto con Chile por los territorios de Tacna y Arica, habiendo ya vencido el plazo de la realización de un plebiscito según lo previsto en el tratado de Ancón. El 9 de abril de 1898 suscribió un memorándum con el ministro de Relaciones Exteriores chileno Raimundo Silva Cruz, donde se acordaba la realización del plebiscito y como árbitro se requería a la Reina de España, María Cristina de Habsburgo-Lorena, para determinar las condiciones de voto. Como resultado de este acuerdo se firmó en Santiago, el 16 de abril de 1898, entre Billinghurst y el nuevo canciller chileno, almirante Juan José Latorre, el Protocolo que lleva sus nombres y en el que en sus dieciocho artículos se consignaban los acuerdos tenidos para la realización del Plebiscito. El Protocolo fue aprobado por el Congreso peruano, que lo consideró un triunfo de su diplomacia, pero en el parlamento chileno no ocurrió lo mismo. Si bien el Senado chileno lo aprobó inicialmente, en la Cámara de Diputados su discusión se fue prorrogando, hasta que el asunto fue definitivamente archivado.
Hay que señalar que Chile se mostró en un primer momento asequible para realizar el plebiscito por una razón especial: el agravamiento de su conflicto limítrofe con Argentina, por la posesión de la Patagonia; naturalmente no le convenía tener un potencial frente en el norte, ante una inminente guerra con Argentina en el sur. Una vez resuelto el problema del sur con el famoso Abrazo del Estrecho entre los presidentes de Chile y Argentina (15 de febrero de 1899), al gobierno chileno ya no le interesó llevar adelante el plebiscito de Tacna y Arica. Debido a este revés y a la política de chilenización implementada en Tacna y Arica, se interrumpieron las relaciones diplomáticas entre Perú y Chile en 1901, las que fueron restablecidas en 1905, para volver a interrumpirse en 1909.
En 1899, ante la proximidad de las elecciones, parecía natural la candidatura de Billinghurst por el partido demócrata, pues había colaborado mucho con Piérola y su régimen. Pero los ataques enconados que hizo a los civilistas (aliados de los demócratas en el gobierno) motivó que su propio partido pusiera veto a su postulación. Billinghurst se retiró entonces de la política para consagrarse a sus negocios. Solo retornó al plantearse la reorganización de su partido en 1908.

## Alcalde de Lima

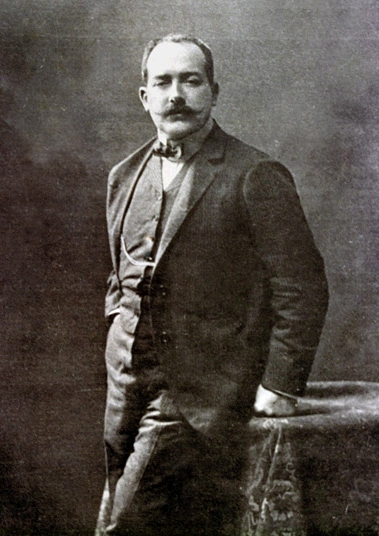
Guillermo Billinghurst, alcalde de Lima

En 1909 fue elegido alcalde de Lima, cargo que ocupó hasta fines de 1910, y que le sirvió como antesala para su postulación a la presidencia. Como alcalde se mostró siempre dispuesto a favorecer a las clases populares y realizó una vasta labor edilicia.

- Ordenó la incineración de los barracones inmundos que servían como hospital de variolosos y que constituían un peligro de infección en los barrios de Maravillas y el Prado y erigió un parque en aquella zona.
- Hizo demoler el viejo y sucio callejón de Otaiza, "antihigiénico edificio, especie de ciudad china donde todos los vicios tenían su asiento" y abrió una calle limpia y ventilada entre Rectora y el Capón para dar comunicación a dos populares barrios y facilitar el tráfico hacia el mercado de la Concepción.
- Instaló puestos de venta de carne a precios al alcance de los pobres en diversos barrios de la capital; y, en los altos del mercado central, habilitó varios locales para el expendio de raciones formadas por diversos víveres en proporciones convenientes y a precios cómodos.
- Persiguió a los vendedores que defraudaban a sus clientes en el peso de sus artículos.
- Tuvo la iniciativa de los juegos florales de 1909, realizados por vez primera en Lima. Hizo innovaciones en las obras de agua potable e inauguró las de Magdalena del Mar.
- Adquirió un coche eléctrico regador de calles y una máquina para la pavimentación.
- Pavimentó las avenidas que conducen al Cementerio y varias calles.
- Consolidó la deuda municipal y pagó los déficits de ella.
- Inauguró el tranvía eléctrico a La Victoria.
- Realizó en las Fiestas Patrias de 1910 un sorteo de casas para obreros.
- Dejó abierto el Polígono Municipal de tiro de San Jerónimo.
- Inauguró el monumento a Antonio Raimondi en la nueva Plaza Italia en agosto de 1910. Esta fue una obra del escultor milanés Tancredi Pozzi.

Jorge Basadre, Historia de la República del Perú.

## Las elecciones de 1912
Al acercarse el término del período presidencial de Augusto Leguía el gobierno convocó a elecciones. La elección de 1912 sería una de las más reñidas del período de la República Aristocrática (término que en el Perú se refiere a los gobernantes que en su mayoría pertenecían a la élite social). 
Leguía pertenecía al Partido Civil, pero por su carácter personalista y autoritario se había alejado de dicho partido y conformado su propio grupo de partidarios, llamados civilistas gubernamentales, que dominaban las dos cámaras del Congreso, así como controlaban los órganos electorales. Contando con todo ello a su favor, lanzaron la candidatura de Ántero Aspíllaga, uno de los miembros más importantes y conservadores del partido. Hijo de un ciudadano chileno y de una dama peruana, sus oponentes lo acusaban de ser un peruano-chileno incapaz para el cargo. 

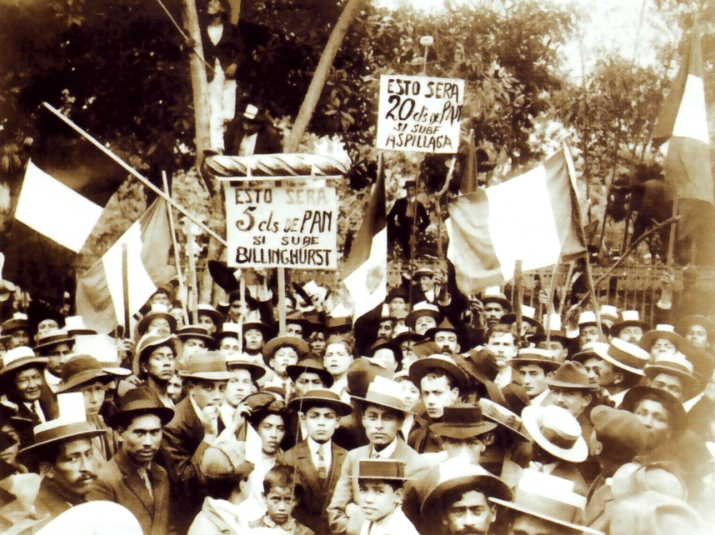
Manifestación popular en favor de Billinghurst, en la Alameda de los Descalzos, Lima. Los cartelones aluden a la promesa demagógica de rebajar el costo de los alimentos (más cantidad de alimentos a menor precio), lo que le valió a Billinghurst el apelativo de "Pan Grande".

De otro lado, el Partido Civil Independiente, el Demócrata, el Liberal y el Constitucional, intentaron un acuerdo para lanzar una candidatura común, lo que no se concretó. Terminaba ya el proceso eleccionario con la sola candidatura de Aspíllaga y todo apuntaba a que sería electo presidente, cuando bruscamente saltó a la palestra política Billinghurst, prestigiado por su política populista en el municipio de Lima. Billinghurst combatió la candidatura de Aspíllaga y se vio apoyado por un movimiento popular surgido espontáneamente en el país. Una gran manifestación ocurrida el domingo 19 de mayo de 1912, fue decisiva para la victoria de Billinghurst. Se inició en la Alameda de los Descalzos y recorrió las principales calles de la capital. En él se exhibieron unos carteles con un pan enorme con la promesa de que sería vendido a cinco centavos si Billinghurst llegaba al poder, contrastando con un pequeño pan cuyo precio sería de veinte centavos si subía Aspíllaga; ofrecimiento demagógico que fue el origen del apodo de Pan Grande dado a Billinghurst. De otro lado, Piérola, el viejo caudillo demócrata y amigo de Billinghurst, se abstuvo de dar su apoyo a este movimiento.
Amparado por su arrolladora popularidad, Billinghurst solicitó la nulidad del proceso eleccionario, arguyendo entre otras razones que no se habían inscrito en el registro muchos ciudadanos. El 25 de mayo, día inicial de las elecciones, los partidarios de Billinghurst organizaron un paro general en Lima y recorrieron las calles para romper las mesas electorales y poner en fuga a su personal. Los civilistas eran incapaces de manejar las fuerzas sociales emergentes y acordaron complacer el pedido popular. El Congreso anuló las elecciones y eligió Presidente de la República a Guillermo Billinghurst para el período 1912-1916 (12 de agosto de 1912). A cambio, los civilistas obtuvieron que Roberto Leguía, hermano del presidente, fuera el primer vicepresidente.

## Presidente del Perú

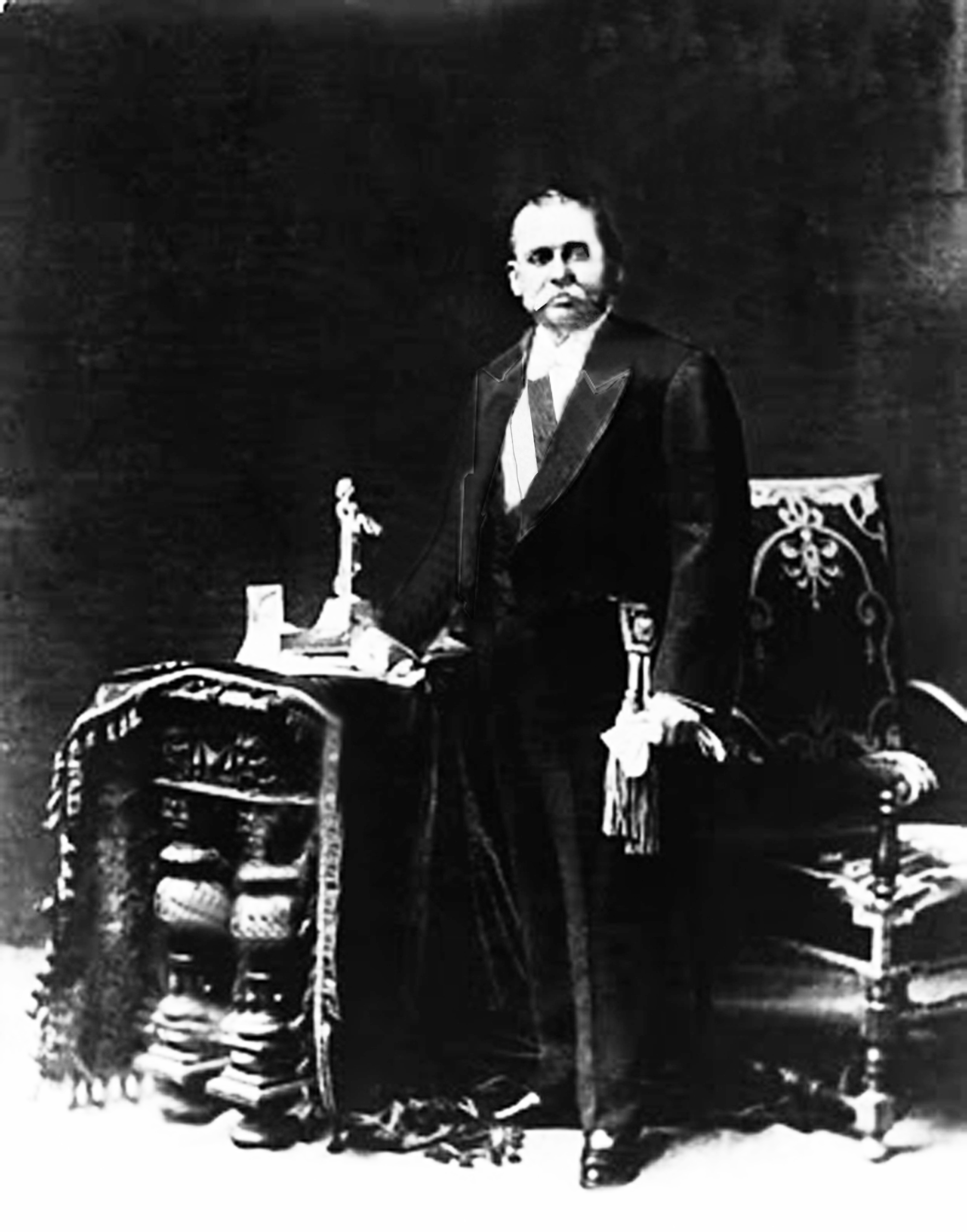
Guillermo Billingurst, presidente de la República del Perú (1912-1914)

El 24 de septiembre de 1912, Augusto B. Leguía entregó la banda presidencial a Guillermo Billinghurst, quien asumió para un período constitucional de 4 años (que no llegaría a terminar).
Su primer gabinete ministerial lo presidió Elías Malpartida, como titular a la vez de la cartera de Gobierno. Lo conformaban: Wenceslao Valera (Relaciones Exteriores), el general Enrique Varela Vidaurre (Guerra y Marina), Francisco Moreyra y Riglos (Justicia), Fermín Málaga Santolalla (Fomento) y Baldomero Maldonado (Hacienda).

### Aspecto político
Como en ese entonces al elegirse Presidente no se elegía simultáneamente a los representantes al Congreso, sino que este se renovaba cada dos años por tercios, Billinghurst se encontró con un Congreso que tenía una mayoría leguíista y civilista que le era hostil. Una serie de choques entre la mayoría del Congreso y el Gobierno dieron por resultado la prisión del expresidente Augusto B. Leguía, acusado de conspiración (julio de 1913). Este fue sometido a juicio militar y poco después fue enviado al destierro a Panamá donde publicó un manifiesto al país. De allí pasó a Estados Unidos y luego a Inglaterra. Regresaría en 1919, para lanzar nuevamente su candidatura a la presidencia, que daría origen al llamado Oncenio.

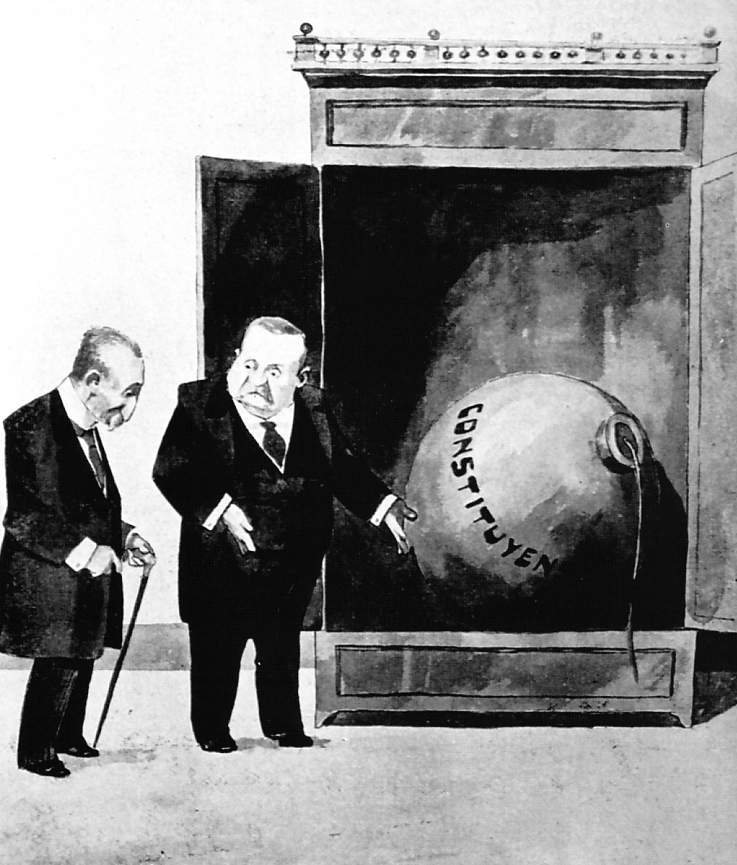
Caricatura de Francisco González Gamarra en la Revista Variedades, n.º 282, que representa a Rafael Villanueva Cortez, presidente del Senado, junto al presidente Billinghurst. Este, que entonces sufría la oposición enconada del Congreso, amenaza a Villanueva y le dice que el cartucho de dinamita que le habían colocado en su casa era solo un cohetecillo chino, comparado con este petardito que tengo a prevención que sigan ustedes esterilizando la labor de mi gobierno. Aludía a la disolución del Congreso y la convocatoria a una Asamblea Constituyente.

Billinghurst, de temperamento violento y de lenguaje mordaz e incluso hasta soez, no logró concertar alianzas políticas. Ni los demócratas, sus anteriores correligionarios, le apoyaron, ni el mismo Piérola, que era su amigo de larga data. Solo quedaron a su lado sus propios partidarios y aquellos que simpatizaban con su política a favor de la clase trabajadora. Entre sus cercanos colaboradores destacaba el jurista Mariano H. Cornejo. Por el contrario, sus opositores eran políticos experimentados, forjados en el civilismo y respaldados por el poder económico.
En el aspecto político-administrativo, se creó el departamento de Madre de Dios por ley del 26 de diciembre de 1912. Lo componían las provincias de Tahuamanu, Tambopata y Manu.

### Aspecto social
A pesar de pertenecer a la oligarquía peruana, Billinghurst reivindicó los derechos obreros, lo que naturalmente le atrajo la animadversión de los elementos conservadores del país y alentó más los reclamos de la clase trabajadora, a través de una serie de huelgas.
Dio los siguientes decretos a favor de los obreros:
- El primer decreto sobre la Reglamentación de Huelgas, el 24 de enero de 1913, en vista de la serie de huelgas que estallaron en Lima y amenazaban con extenderse por todo el país.[17]
- La jornada de ocho horas para los trabajadores del Muelle y Dársena del Callao mediante decreto ley del 10 de marzo de 1913.[18]
- Por los decretos del 4 de julio de 1913 se reglamentaron la ley sobre los accidentes de trabajo.[19]

De otro lado, entre febrero y marzo de 1913, ocurrieron matanzas de indios en las zonas de Chucuito y Azángaro (Puno), bajo el pretexto que intentaban sublevarse contra las autoridades. En realidad, los indígenas sólo reclamaban el cese de los abusos de gamonales y terratenientes. Este abominable suceso mereció la condena nacional porque la matanza fue premeditada y apoyada por los grandes hacendados.

### Aspecto económico
La acción constructiva del gobierno se manifestó en el fomento de la producción y en la mejora de la legislación del trabajo. 
Ante la proyectada apertura del Canal de Panamá al comercio marítimo, se emprendió una política de mejoramiento de los servicios portuarios, especialmente del Callao. Las mejoras realizadas aumentaron el intercambio comercial, y por ende, los ingresos fiscales.
La producción minera alcanzó considerable aumento, sobre todo en lo que respecta a la extracción del cobre y de la plata; aunque se observó una considerable baja en la producción carbonífera.
Se creó la Compañía Recaudadora de Impuestos (sociedad anónima) mediante ley N.º 1566 del 28 de marzo de 1912.

### Aspecto internacional
En la cuestión de Tacna y Arica, propició unas negociaciones cablegráficas con Chile (negociaciones Hunneus-Varela, 1912), cuyo objeto era aplazar la realización del plebiscito hasta el año 1931, política que los opositores del régimen calificaron de chilenizante, pues aparentemente sintonizaba con la prórroga permanente que el gobierno chileno daba a dicho asunto. En realidad, Billinghurst era consciente de que por el momento el Perú no podía enfrentar militarmente a Chile y calculaba que hacia fines de la década de 1920 recién llegaría a superarle, siempre en cuando el país siguiera la senda del desarrollo en paz trazada por Piérola. Solo entonces el Perú podría, con el apoyo de su poder militar, hacer valer sus derechos legítimos sobre sus provincias cautivas, en caso de que Chile persistiera en ocuparlas. No obstante, no lo entendió así el pueblo, cuyo sentir patriótico se vio afectado. Las negociaciones con Chile no se concretaron. Billinghurst empezó entonces a perder popularidad.
De otro lado, el gobierno buscó el acercamiento entre obreros peruanos y chilenos con la invitación que los organismos sindicales de ambos países hicieron para que, recíprocamente, grupos de trabajadores acudieran como invitados durante la celebración de las fiestas nacionales de Perú y Chile. Billinghurst fue, pues, el promotor de la acción internacional del obrerismo peruano.

### Aspecto educativo
Mencionamos solo algunas de las medidas que se tomaron en dicho aspecto:
- Estableció la enseñanza de Religión e Historia Sagrada en las escuelas del país.
- Se fundó la Escuela de Enseñanza Doméstica, destinada a la preparación de mujeres de escasos recursos económicos, cuya dirección se confió a la congregación de monjas de María Auxiliadora.
- El Museo Nacional recibió notable impulso, al crearse en él una sección dedicada a estudios arqueológicos y etnológicos.

### Obras públicas
- Se construyó el ferrocarril de Lima a Chilca.[25]
- La Empresa de Agua Potable de Lima pasó a la administración directa del Estado.[24]
- Al ocurrir un brote de la fiebre amarilla en Iquitos se dictaron acertadas medidas para su erradicación.[24]
- Para favorecer a las clases obreras, se inició la construcción de viviendas cómodas y baratas en el barrio de Malambo, según el sistema monolítico Bianchi. Los obreros podían acceder a una vivienda previo pago de una módica suma inicial y moderadas cuotas mensuales.[26]

### Fallecimiento de Piérola

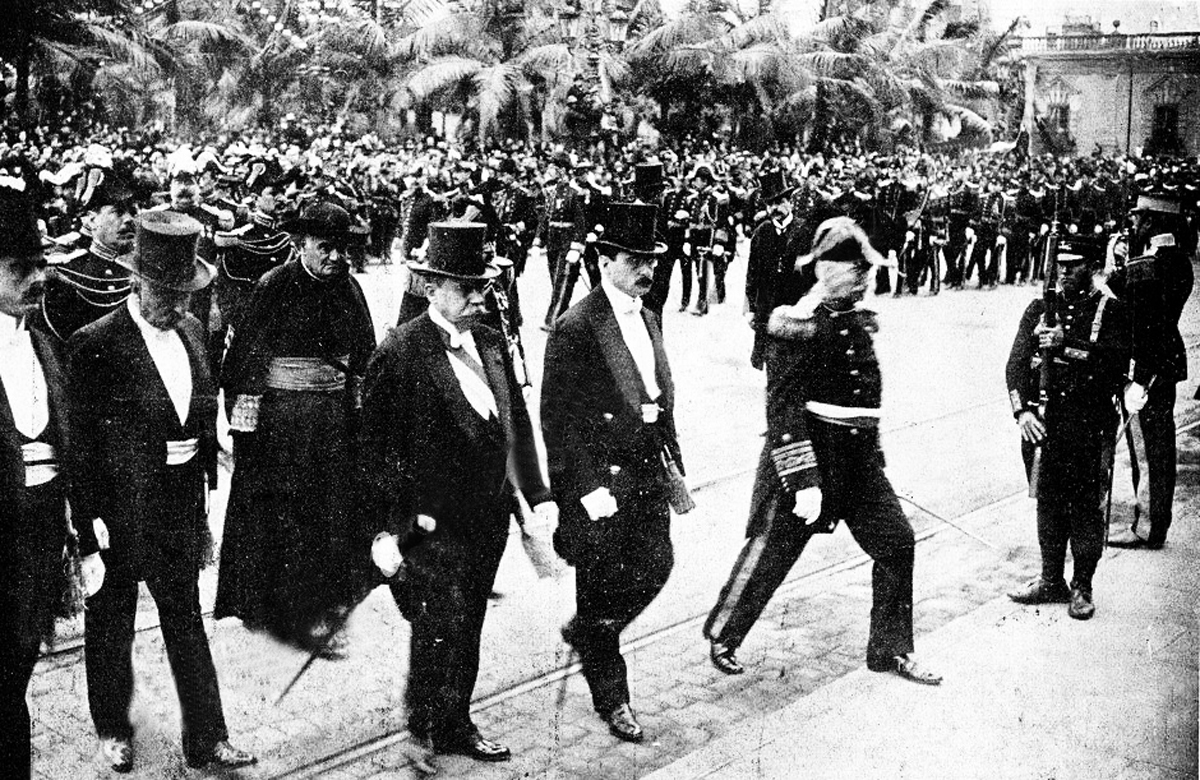
Billinghurst durante el velorio del expresidente Nicolás de Piérola, el 24 de junio de 1913.

El 23 de junio de 1913, falleció Nicolás de Piérola en su casa de la calle del Milagro en Lima. Sus funerales constituyeron todo un acontecimiento que convocó a una multitud de personas. El mismo presidente Billinghurst se hizo presente, e incluso el expresidente Leguía, pese a ser adversario político de los demócratas (pierolistas). En las paredes de las calles partidarios enfervorizados del viejo caudillo escribieron: «Piérola ha muerto. ¡Viva Piérola!». Según palabras de Basadre, Piérola dejaba una leyenda, pero no un partido organizado.

### El golpe de Estado de 1914
El gobierno de Billinghurst estuvo marcado por una progresiva confrontación con el Congreso de la República, dominado por la oposición. El primer enfrentamiento grave ocurrió en octubre de 1913 cuando Billinghurst se negó a convocar a Legislatura Extraordinaria para que el Congreso pueda aprobar la Ley de Presupuesto, como le correspondía. Billinghurst aprobó dicha ley por decreto, usurpando así una atribución constitucional del Congreso.
Como el Congreso seguía mostrándose adverso, Billinghurst decidió disolverlo y luego hacer una consulta plebiscitaria para reformar la Constitución. Su idea era hacer que coincidieran la elección del Presidente y las de los miembros del Parlamento, de modo que el primero pudiera disponer de mayoría congresal, a fin de facilitar la labor del Ejecutivo. También buscaba una reforma del proceso electoral, incorporando en ella a la Corte Suprema, que era en ese entonces una institución de mucho prestigio. Inspirador de estos planes de carácter avanzado era el talentoso abogado Mariano H. Cornejo.
El conflicto entre Billinghurst y el Congreso llegó así a su punto más alto. Grupos armados del pueblo aclamaban de noche al Presidente; se dijo incluso que este tenía planeado armar a los artesanos y obreros billinghuristas, a fin de tener lista una fuerza de choque para llevar a cabo sus propósitos. 
Para guardar la formalidad constitucional, un grupo de congresistas, reunidos en la casa del diputado Arturo Osores, acordaron declarar la vacancia de la Presidencia de la República por incapacidad moral de su titular (invocando un artículo de la Constitución), así como lanzar un Manifiesto a la Nación exponiendo el rechazo a los sistemáticos atentados a la Constitución cometidos por Billinghurst y llamando al pueblo a unirse en la defensa de la constitucionalidad y de la legalidad. Ese documento fue firmado por más de 80 congresistas. En la conspiración contra el gobierno se hallaban, además de Osores, el periodista Alberto Ulloa Cisneros, director del diario La Prensa, que hacía oposición al gobierno; el montonero Augusto Durand; y los hermanos Javier, Jorge y Manuel Prado Ugarteche. Para asegurar la eficacia de la medida que iban a tomar, los conspiradores iniciaron contactos con los jefes militares, llegando a un entendimiento con el Jefe del Estado Mayor del Ejército, coronel Óscar R. Benavides.

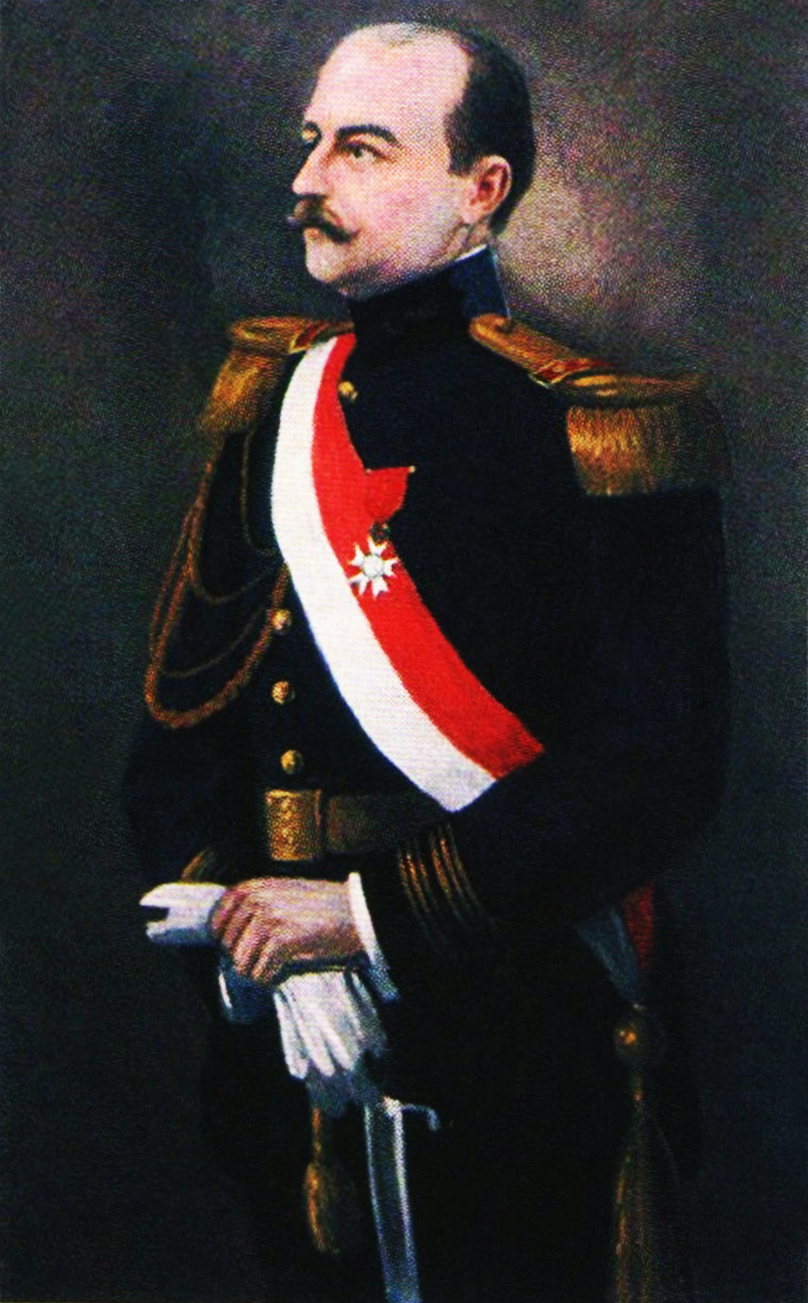
El coronel Óscar R. Benavides dio un golpe de Estado en defensa del Congreso, derribando al presidente Billinghurst.

Los parlamentarios conspiradores discutieron furtivamente cuándo sería el momento oportuno para declarar la vacancia presidencial: si antes o después de que Billinghurst decretase la disolución del Congreso. Estando en ello, ocurrió una delación de parte de un oficial del ejército, que informó a Billinghurst del complot, iniciándose así la represión gubernamental (2 de febrero de 1914). Varios políticos y diputados opositores fueron apresados, se clausuró el diario La Prensa, fue destituido el coronel Benavides de su cargo de jefe del estado mayor, y se dispuso armar a las milicias populares para que defendieran al gobierno. Todo lo cual precipitó los acontecimientos, al intervenir las fuerzas armadas en defensa del Congreso.
En la madrugada del 4 de febrero de 1914 se pronunció la guarnición de Lima, bajo la dirección del coronel Benavides. El Palacio de Gobierno fue atacado, siendo reducida la guardia presidencial tras un enfrentamiento sangriento. Billinghurst fue tomado prisionero, obligado a dimitir y luego deportado rumbo a Iquique. Un hecho lamentable que ocurrió entonces fue el asesinato del ministro de guerra, general Enrique Varela, acribillado mientras dormía en el cuartel de Santa Catalina.
Derrocado Billinghurst, se formó una Junta de Gobierno presidida por Benavides, con la anuencia del Congreso. Unos meses después, el Congreso eligió a Benavides Presidente Provisorio.

## Fallecimiento
Por un tiempo Guillermo Billinghurst se radicó en Arica, antes de pasar a Iquique. Falleció allí, en 1915, en vísperas de cumplir 64 años. Fue enterrado junto a la tumba de su madre en el Cementerio de Iquique. La resolución legislativa N° 2249 del 20 de septiembre de 1916 ordenó que sus restos fueran trasladados a Lima, tributándoseles los honores correspondientes al cargo de Presidente de la República. Gesto que hay que resaltar, pues el mismo Congreso que le había destituido era el que le rendía honores. El gobierno de Chile, en señal de solidaridad americana, también decretó honores presidenciales al cadáver repatriado, a pesar de que en esos momentos relaciones diplomáticas entre Chile y Perú se hallaban suspendidas. En el Callao y Lima hubo imponentes manifestaciones de duelo. Sus restos se hallan actualmente en un mausoleo familiar en el Cementerio Presbítero Maestro.
Basadre destaca el hecho de que alguna de las reformas constitucionales que Billinghurst planteara someter a plebiscito, como la renovación conjunta del Congreso con el Poder Ejecutivo, se hicieran realidad años después, como si el tiempo le hubiera dado la razón al expresidente.

## Obras escritas
Billinghurst demostró poseer una cultura sólida y variada, pese a no haber cursado educación superior. Era lo que hoy llamaríamos un autodidacto. Un ejemplo de su pasión humanística es la traducción que hizo de algunos pasajes de la obra de William Shakespeare.
Aparte de documentos oficiales emitidos en el ejercicio de su función pública, publicó una serie de libros sobre asuntos regionales de Tarapacá:
- Rápida ojeada sobre la cuestión del salitre (1875).
- Corona fúnebre de Alfonso Ugarte (1880)
- Reconocimiento militar del río Desaguadero y de la altiplanicie andina (1880).
- Estudio sobre la geografía de Tarapacá (1886).
- Condición legal de los peruanos nacidos en Tarapacá (1887).
- El abastecimiento de agua potable del puerto de Iquique (1887)
- Los ferrocarriles salitreros de Tarapacá (1888).
- Los capitales salitreros de Tarapacá (1889).
- Reglamento de exploraciones agrícolas en la montaña (1898).
- Legislación sobre salitre y bórax en Tarapacá (1903).
- Documentos relativos al ferrocarril de Patillos (1908).
- Irrigación por medio de pozos artesianos (1909).
- Discurso programa (1912).
- A la nación (1915).